# リーシュ県
リーシュ県（愛: Contae Laoise、英: County Laois）は、アイルランド中部、レンスター地方の県。2016年の人口は84,390人。

## 主な都市
- ポートリーシュ